# Panhard 178
Панар 178 (фр. Panhard 178), также широко известный под его армейским обозначением AMD 35 (фр. Automitrailleuse de Découverte modèle 1935, — «разведывательный бронеавтомобиль образца 1935 года») — французский бронеавтомобиль 1930-х годов. Создан в 1931—1933 годах фирмой «Панар» (фр. Panhard) по заказу французской кавалерии на роль разведывательного бронеавтомобиля кавалерийских соединений. Выпускался в 1937—1940 годах, построено 527 бронеавтомобилей. Состоял на вооружении Армии Франции и вооружённых сил нацистской Германии — вермахта и войск СС.

## История создания
В 1931 году французская кавалерия, отдельный род войск французской армии, объявила конкурс на разработку разведывательного бронеавтомобиля для своих нужд. В конкурсе участвовали фирмы «Панар», «Пежо» и «Рено».
Прототип фирмы «Панар» представлял собой бронеавтомобиль с колёсной формулой 4х4 и классической компоновкой с задним положением двигателя. Особенностью бронеавтомобиля было наличие двух постов управления: переднего (основной) и кормового, что позволяло машине при необходимости ехать задним ходом без дополнительных манёвров. Движитель — полноприводный с четырьмя ведущими колёсами. Плавность хода обеспечивали полуэллиптические листовые рессоры и гидравлические амортизаторы. Для увеличения проходимости на пересеченной местности прототип Панар 178 имел две небольшие гусеницы длиной 0,9 м, размещённые под днищем корпуса. Управлялись гусеницы изнутри машины.
Водитель находился спереди. За ним размещалось боевое отделение с клёпаной башней. В башне были установлены 13,2-мм и 7,5-мм пулеметы. Посадка и высадка экипажа из трёх человек (в серийной версии — четыре) производилась через две двери в центре корпуса: впереди — справа и сзади — слева.
9 января — 2 февраля 1934 года прототип был испытан приёмной комиссией. Испытания показали, что относительно заданных требований прототип стал тяжелее, выше и шире, однако прочие важные требования конкурса соблюдены и превзойдены, главным образом в части поведения бронеавтомобиля на пересечённой местности. Также были отмечены хорошая проходимость, обеспеченная колёсами большого диаметра, и надёжная подвеска. 15 февраля 1934 года комиссия рекомендовала принять броневик на вооружение.

## Серийное производство

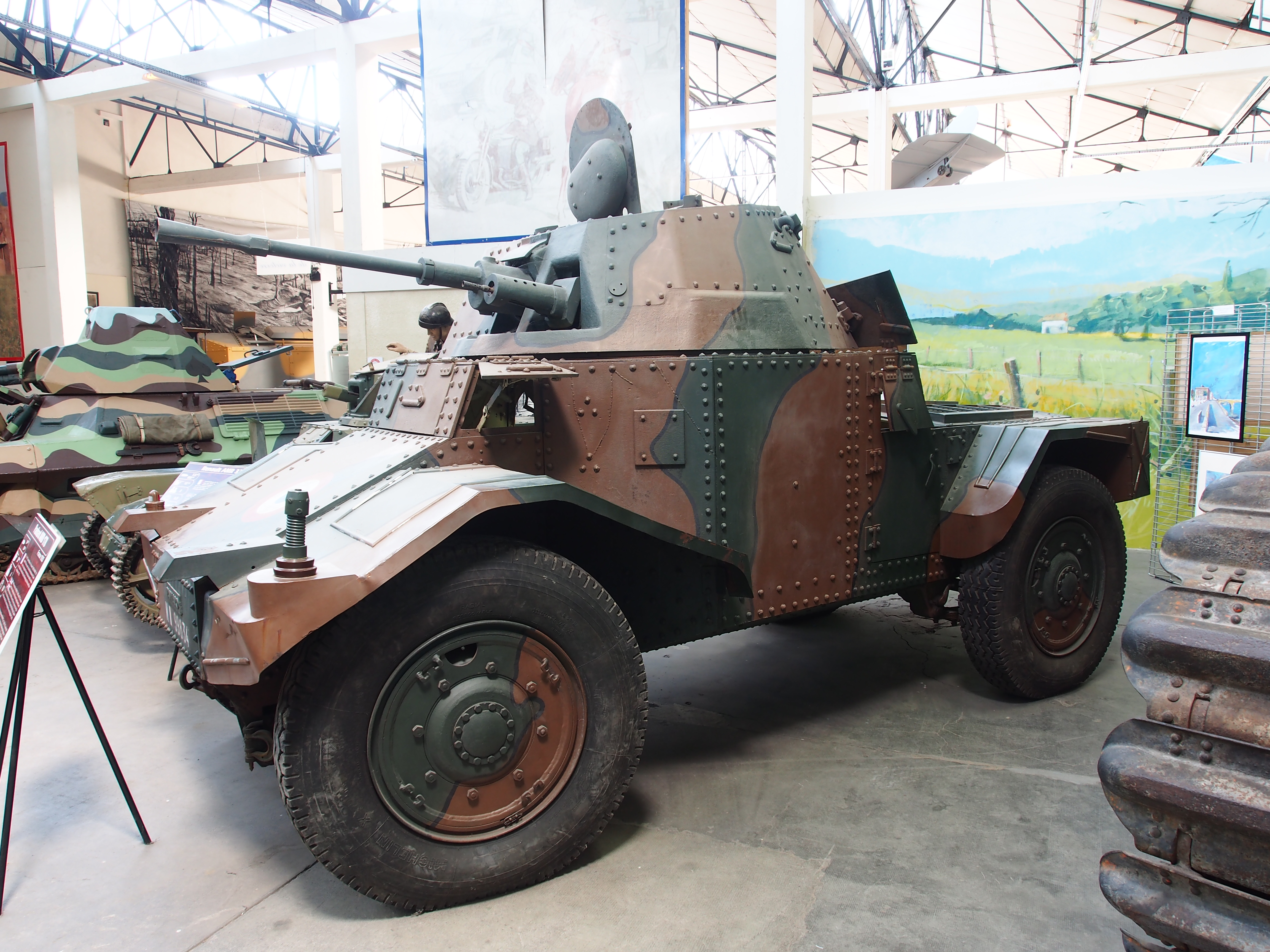
AMD-35. Конечный вариант в бронетанковом музее в Сомюре, Франция

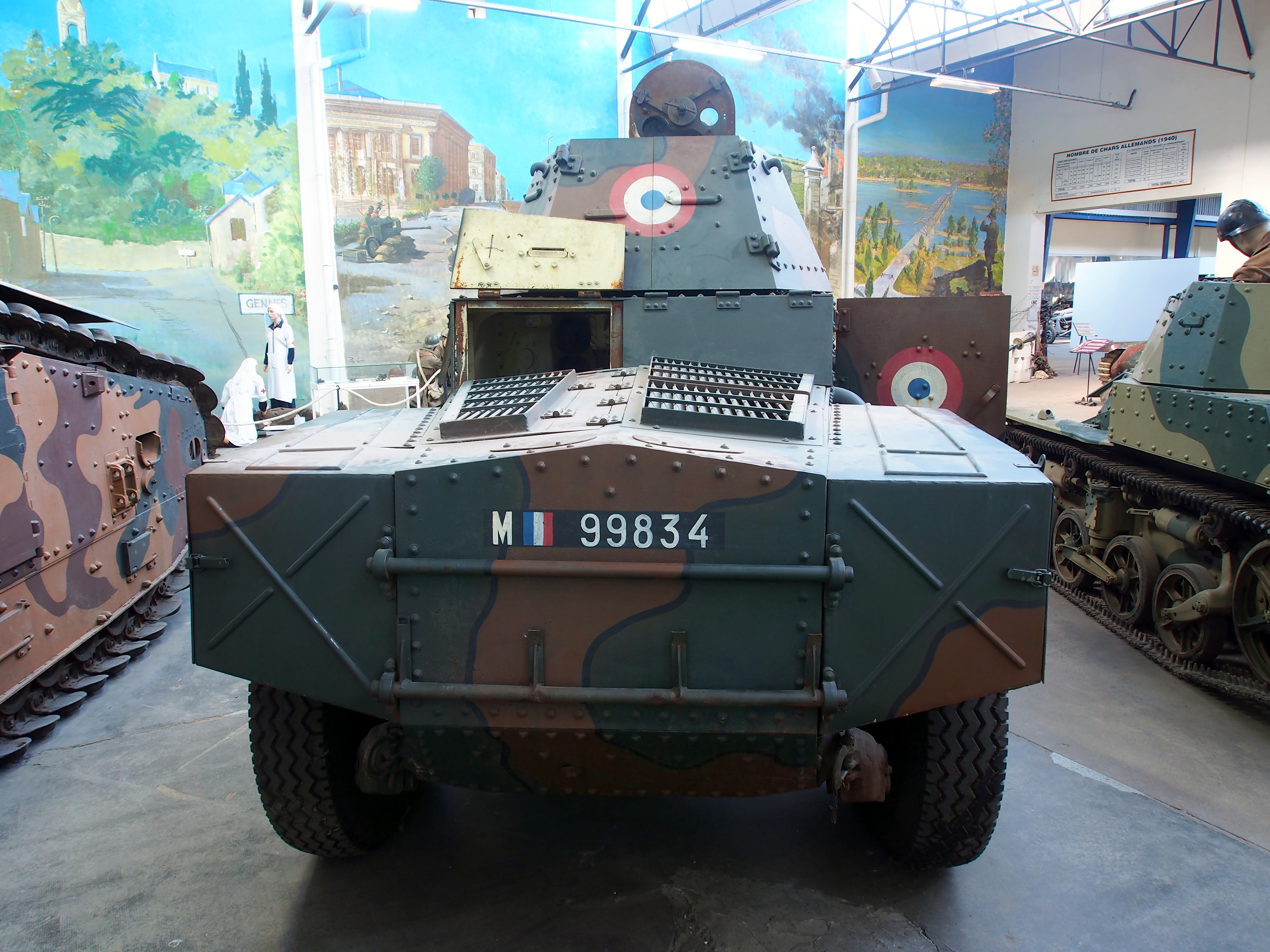
AMD-35. Конечный вариант в бронетанковом музее в Сомюре, Франци

Первые 19 AMD-35 поставлены в войска (в 6-й кирасирский полк — 6 CUIR) в апреле 1937 года. 29 июня — 2 декабря 1937 года из-за рекламаций в 6 CUIR проведены длительные испытания серийного броневика № 91688 (прошёл около 3500 км). По итогам испытаний в бронеавтомобиль внесли изменения, повысившие надежность.
80 следующих бронеавтомобилей с аналогичной судьбой. «Панар» получила заказ на их производство 15 сентября 1935, но было понятно, что выполнение заказа при забастовках невозможно. 11 августа 1937 года «Панар» перенесла сдачу бонемашин на январь — июль 1938 года. Но и это не выдержано. Последний броневик второго заказа убыл с завода в феврале 1939 года — на семь месяцев позже контрактного срока. Броневики этого заказа с регистрационными номерами 99792 — 99871.
К началу мобилизации французских вооружённых сил в сентябре 1939 года в 11 эскадронах было 217 AMD-35. По другим сведениям к 1 сентября в части передали 218 или 219 броневиков. После начала войны производство отставало от планируемого. Исключение — май 1940 года, в мае изготовили 98 Панар 178, а планировали 40 бронеавтомобилей. В основном задержки были из-за нехватки башен АРХ-3. Например на 17 мая 1940 года не хватает 68 башен, на 22 мая — 61. Последний список произведённых броневиков датирован 7 июня 1940 года. К этому времени у фирмы было 3 готовых броневика, 55 было в изготовлении, из них 52 без башен. Из-за этого через одиннадцать дней решено установить на 21 бронеавтомобиль рубку — круглую без крыши с 6-ю амбразурами для стрельбы из ручных пулеметов.
С начала производства в 1937 году по июнь 1940 года выпустили в двух сериях 527 броневиков Панар 178 — AMD-35. C июня 1940 года и после немецкой оккупации выпустили 202, всего, таким образом, с 1937 по 1944 год — 729.

## Описание конструкции
Компоновка броневика с задним положением двигателя и средним боевого отделения с двухместной башней. Особенность бронеавтомобиля — два поста управления: передний (основной) и кормовой, из-за чего бронеавтомобиль мог сразу ехать задним ходом без дополнительных манёвров. Передний водитель впереди в отделении управления в виде выступающей бронерубки с большим количеством смотровых лючков и щелей, что облегчало управление броневиком. За передним постом управления боевое отделение с двухместной клепаной башней. Экипаж из четырёх человек: командир-наводчик слева в башне, заряжающий справа в башне, передний (основной) водитель спереди и кормовой (дополнительный) водитель слева-сзади.

### Броневой корпус и башня
Бронекорпус склепанный. Толщина бронелистов из катанной стали под рациональными углами наклона 7-26 мм. За кормовым постом управления моторное отделение, радиатор и вентилятор, отделённые противопожарной перегородкой. Посадка экипажа из четырёх человек через две двери в центре корпуса: впереди — справа и сзади — слева. Глушитель снаружи справа. Броневик имел новую двухместную башню АРХ-3 фирмы «Пюто». Она многогранной формы и склепана из 15-мм бронелистов катаной стали. Задняя стенка башни — двустворчатая дверь. Круглый люк с откидывавшейся вперед крышкой на скошенной вперед крыше башни. Посадка и высадка экипажа из четырёх человек через две двери в центре корпуса: впереди — справа и сзади — слева.

### Вооружение
В башне APX-3 25-мм полуавтоматическая пушка SA35 и 7,5-мм пулемёт Reibel. Прицел телескопический L711 (Увеличение 4x, диапазон 3450 м, поле зрения 10,8°; сетка с прицельными марками угольниками). Боекомплект пушки 150 унитарных выстрелов одиночного заряжания. Боекомплект пулемета 3750 патронов.

### Средства наблюдения и связи
По виду AMD-35 2-й серии отличали только внешним видом башен. У бронемашин «промежуточных» выпусков в бортах башни 4 панорамных перископа PPL RX 168 и 3 смотровые щели. В окончательной модификации броневик сохранил только кормовую смотровую щель. На крыше башни стали находиться два перископа Гундлаха. А, начиная со 110-го — 130-го броневика, на крыше башни стали устанавливать вентиляционный грибок.
По источникам было два варианта радиооборудования обычного Панар 178:
- машины командиров эскадронов/дивизионов/батальонов: оснащали радиостанциями ER26ter (60 км прием, до 30 км передача, диапазон 40-115 м, вес 150 кг) с двумя штыревыми антеннами и ER29 (дальность 5 км, диапазон 14-23 м, вес 50 кг);
- машины командиров взводов и обычные оснащали радиостанциями ER29, штыревых антенн не было.
- Также фирма «Панар» для штабов соединений механизированной кавалерии и танковых войск изготовила 24 бронемашины связи с мощной радиостанцией ER 27, имеющей дальность связи 100—150 км, и с двумя радиостанциями ER26ter с дальностью связи 60 км, заменив башню неподвижной рубкой. Сделанные бронемашины отправляли в форт д’Исси, где на них устанавливали радиостанции, где они и захвачены немцами.[6][2]

### Двигатель и трансмиссия
В задней части броневика радиатор с вентилятором, за ним два бака для бензина на 118 и 23 литра. Перед радиатором карбюраторный 4-цилиндровый двигатель жидкостного охлаждения Panhard ISK 4FII bis (105 л. с. при 2000 об/мин). Глушитель вертикально внутри брони, он немного выступал с правой стороны. Коробка передач имела 4 скорости вперёд и 4 назад, обеспечивавшие одинаковые скорости движения вперёд и назад.

### Ходовая часть
Полноприводной движитель из четырёх ведущих колес. Колесная формула 4х4. Плавность хода обеспечивали полуэллиптические листовые рессоры и гидравлические амортизаторы.

## Модификации
- Panhard 178 — базовый вариант, оснащался 25-мм пушкой SA 35.
- Panhard 178 (SA 35) — модификация 1940 года. Бронеавтомобиль вооружался 47-мм пушкой SA 35, установленной в башне производства Renault.
- Panhard 178CDM — модификация 1941 года для использования силами полиции Вишистской Франции. На машину была установлена башня производства Camouflage Du Matériel, конструкция которой была заимствована с башни Renault. В ней размещалась 47-мм пушка SA 35. После оккупации Южной Франции все произведённые машины были захвачены немецкими войсками.
- Panhard 178B — модификация 1945 года, созданная силами Свободной Франции. Бронеавтомобиль оснащался 47-мм пушкой SA 35 в новой башне Fives-Lille FL-1, построено 414 бронеавтомобилей, позже использовавшихся во французских колониях;
- Pz.Spah.204(f) — обозначение трофейных Panhard 178 в немецкой армии, полученных при захвате Франции в 1940 году. 38 танков немцы переделали в бронедрезины и ещё 34 танка оснастили 50-мм пушкой KwK 38 установленной в неподвижную рубку. Всего немцы захватили 218 машин.

## Машины на базе
Кроме обычных бронеавтомобилей фирма «Панар» для штабов соединений механизированной кавалерии и танковых войск изготовила 24 бронемашины связи с мощной радиостанцией ER 27, имеющей дальность связи 100—150 км, и с двумя радиостанциями ER26ter с дальностью связи 60 км, заменив башню неподвижной рубкой.

## Операторы
- Франция
- Французское Государство — 64 бронеавтомобиля Pahnard-178 остались в распоряжении так называемой «Армии перемирия» (армия Виши)в Метрополии. Носили в основном полицейские функции. По требованию немцев 25-мм автоматические орудия с них были демонтированы и заменены пулемётами. После ноября 1942 года, при разоружении армии Виши, достались немцам и итальянцам.
- Нацистская Германия —  218 Панар 178 введены Германией в строй, стали одними из наиболее активно использовавшихся немцами во фронтовых частях трофейных бронемашин[7].
- Италия — 2 Панар 178 захвачены итальянцами при вторжении в юго-восточную Францию в ноябре 1942 года[2].
- СССР — как минимум 2 Панар 178, из числа введённых в строй немцами, захвачены СССР, один в апреле 1942 года отремонтирован на ремонтной базе № 82 в Москве и предполагался к передаче в войска[8].

## Служба и боевое применение

### Организационная структура во французских частях в 1937—1940

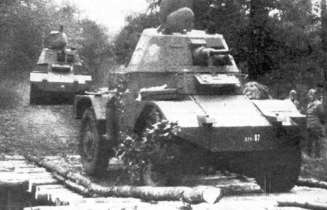
Панары 178 на марше

Броневики Панар 178 — AMD-35 ставили на вооружение разведывательных эскадронов (разведэскадронов) и полков.
Разведэскадроны (Escadron de decouverte) в бронетанковых разведывательных группах (GRDI — Groupe de Reconnaissance de Division d’Infanterie) или бронекавалерийских разведывательных группах (RAM — Regiment Automitrailleuses).
По штату разведэскадрон включал:
— штабной взвод (имел бронемашину связи на базе Панар 178, отделения связи, снабжения, медицинское, ремонта, 50 человек [чел.]).
— четыре взвода бронемашин по 2 мотоцикла, автомобилю связи и 3 AMD-35. Во взводах было по 16 чел.
В эскадроне 115 чел., 13 Панар 178 (12 обычных и броневик связи), 6 автомашин связи, 3 фургона, 4 грузовых автомобиля, 19 мотоциклов (3 с коляской).
По другим сведениям в разведэскадроне должно было быть 14 линейных AMD-35 (два резервных) и одна бронемашина связи.
Разведполки (CUIR — Regiment de decouverte) входили в лёгкие механизированные кавалерийские дивизии (DLM — Division Legere Mecanique).
По штату в разведполку:
- штаб полка (взводы командный, разведки, связи, медицинский). В штабе 84 чел., бронемашина связи, 17 мотоциклов (2 с коляской), 8 автомашин связи и 7 фургонов.
- резервный эскадрон (около 200 чел., 4 Панар 178, 4 трактора для эвакуации, 2 мастерских авторемонта, 2 санитарных автомобиля, 2 автомобиля-цистерны).
- два разведбатальона из:
  - командования батальона (взвода): 25 чел., 1 AMD-35, 9 мотоциклов (один с коляской), 5 автомашин.
  - эскадрона бронеавтомобилей: командный взвод (1 Панар 178), взвод обслуживания и 4 взвода броневиков по 5 Панар 178 и 3 мотоцикла. В эскадроне 153 чел., 21 Панар 178, 24 мотоцикла (3 с коляской), 16 лёгких пулеметов, 60-мм миномёт, 6 машин связи, 4 фургона и 3 грузовых автомобиля.
  - эскадрона мотоциклистов: командный взвод, взвод обслуживания (43 чел., 14 мотоциклов (3 с коляской), 2 машины связи, 60-мм миномёт, 4 фургона и 2 грузовых автомобиля) и 4 взвода мотоциклистов. Взвод мотоциклистов из командного отделения (7 чел., 4 мотоцикла [один с коляской]) и двух мотоциклетно-стрелковых отделений по 10 человек, 5 мотоциклов с коляской и 2 лёгких пулемета)\. В эскадроне 147 чел., 55 мотоциклов, 11 мотоциклов с коляской, 16 лёгких пулеметов, 60-мм миномёт, 2 машины связи, 4 фургона и 2 грузовых автомобиля.

Всего по штату разведполк имел: 949 человек, 49 бронеавтомобилей (48 обычных и броневик связи), 223 мотоцикла, 2 60-мм миномёта, 32 лёгких пулемета и около ста других транспортных средств, включая 34 автомашины связи, 38 фургонов и 33 грузовых автомобилей.
По другим сведениям в полку 44 обычных AMD-35 (4 резервных) и 4 броневика связи.
Перечисленные части с бронеавтомобилями AMD-35, входили в такие соединения:
- разведывательный полк (CUIR) был в трёх легких механизированных кавалерийских дивизиях (DLM): 6 CUIR (1 DLM), 8 CUIR (2 DLM), 12 CUIR (3 DLM). Бывший на начало активных боев на формировании 10 CUIR, первоначально предназначался для 4 DLM, но в итоге передан 4 DCR.
- в пяти лёгких кавалерийских дивизиях (DLC — Division Legere de Cavalerie) были смешанные бронекавалерийские разведывательные группы (RAM — Regiment Automitrailleuses): 1 RAM (1 DLC) (позже вошла в 4 DLM), 2 RAM (2 DLC), 3 RAM (3 DLC), 4 RAM (4 DLC) (позже вошла в 7 DLM), 5 RAM (5 DLC). (4 DLM и 7 DLM формировали в мае—июне 1940 года). В RAM, кроме 13 броневиков Панар 178 (в разведэскадроне) было 13 лёгких танков H-35. Таким образом, из бронетехники в смешанной бронекавалерийской разведывательной группе было 44 танка и броневика.
- в семи моторизованных пехотных дивизиях (DIM — Divisions d’lnfanterie Motorisees) были разведгруппы (GRDI — Groupe de Reconnaissance de Division d’Infanterie): 1 GRDI (5 DIM), 2 GRDI (9 DIM), 3 GRDI (12 DIM), 4 GRDI (15 DIM), 5 GRDI (25 DIM), 6 GRDI (3 DIM), 7 GRDI (1 DIM). Бронеавтомобилей AMD-35 по разным источникам в них по 12-16.
- в четырёх танковых дивизиях резерва главного командования (DCR — Division Cuirasse) был моторизованный батальон, он имел 20 броневиков (в том числе и Панар 178). (4 DCR под командой полковника Де Голля сформирована в мае 1940 года, поэтому во изменение правил в ней бронекавалерийский разведполк.)[2]

Кроме перечисленных соединений броневики «Panhard» AMD-35 были в 32 GRDI, приданом 43-й пехотной дивизии (5 броневиков), 41 GRDI, 44 GRRF, 21 Escadron de Reconnaissance экспедиционного корпуса (Corps expeditionnaire), предназначенного для отправления в Норвегию.
К весне 1940 года из трех легких механизированных кавалерийских дивизий сформировали французский кавалерийский корпус. Но задачи у дивизий разные. 1 DLM при немецком наступлении имела задачу выйти к Маастрихту, а 2 DLM и 3 DLM — занять позиции в Бельгии. Разведполки дивизий должны были продвинуться вперед, чтобы задержать немецкое наступление и дать время на развертывание основным силам.

### Боевое применение во французских частях в 1937—1940 годах
В годы второй мировой войны, AMD 35 являлся наиболее современным бронеавтомобилем Французской Армии и активно использовался ею во время отражения германского вторжения.
На территории Голландии первый бой броневиков AMD-35 из 6 CUIR (1 DLM) с подразделениями немцев из Pz.Div.9 11 мая у Тилбурга. По воспоминаниям одного из членов экипажа бронеавтомобиля в ночь с 10 на 11 мая броневики AMD-35 были в дозоре у канала Вильгельмина у Tилбурга, когда заметили колонну с включенными фарами. Вначале французы промедлили, решив что это могут быть невоенные голландцы, но потом открыли огонь. Несколько автомобилей загорелось и в свете огней стало видно, что это отряд немцев. Немецкие броневики пересекли канал по мосту, но их подбили сразу. Остальные из колонны рассеяны и повернули.
11 мая с 9 часов отделение Дюднон 6-го CUIR обороняло мост Moргестел на реке Рёзел. В 11 часов немецкий разведывательный дозор из трех броневиков, трёх мотоциклов и грузового автомобиля подъехал к мосту. Командир одного из AMD-35 Гаултиер вспоминал, что первые два немецких броневика не заметили его и направились к броневику Ла Варена. Первый смёл на пути два наших мотоцикла и врезался в столб. Второй — Sd.Kfz.231 (8-Rad) — остановился левее от его машины и открыл огонь. После этого на мосту перед его машиной появился третий броневик. Он открыл огонь из пушки и попал в немецкий бронеавтомобиль с первого снаряда. Он по инерции прокатился и застыл справа от AMD-35. В это время взорвался мост, на котором был немецкий грузовик. От взрыва погибло много немцев. Взрыв ошеломил Гаултиера и он упал внутрь боевого отделения. Когда он оправился от шока и влез на место в башню, то увидел, что второй немецкий броневик ещё ведет огонь. Повернув башню, Гаултиер расстрелял его в упор из пушки и пулемета бронебойными патронами. Бой около пятнадцати минут. Немцы имели около 20 убитых и утонувших. Французы захватили 4 пленных, из них 2 раненных и уничтожили три броневика немцев и мотоцикл. Двумя трофейными мотоциклами BMW французы заменили свои разбитые мотоциклы и эксплуатировали их до Дюнкерка".

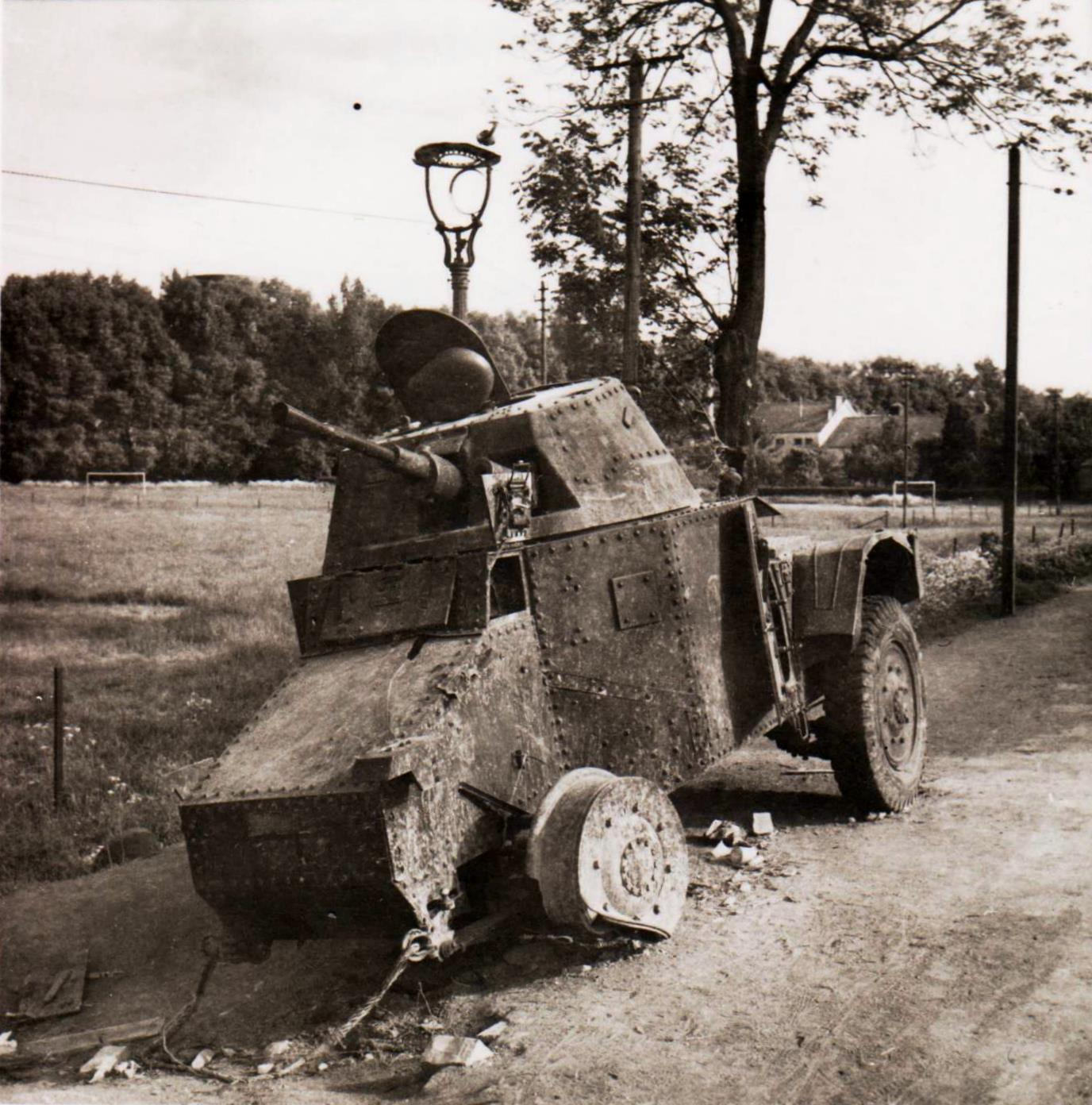
Уничтоженный AMD-35. Франция. Июнь 1940

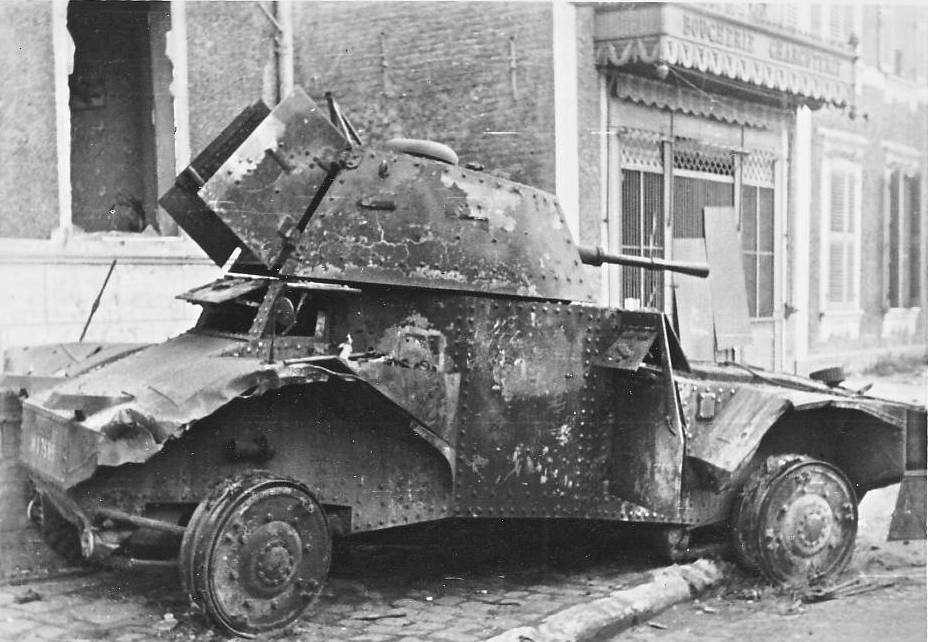
Сгоревший AMD-35. Франция. 1940

Французский кавалерийский корпус как соединение прекратил существование к концу мая 1940 года. Французский Генштаб пытался реорганизовать корпус, а фактически создать его заново. В нём должны были быть 5 лёгких механизированных дивизий. Для их формировки пошли оставшиеся резервы и ресурсы, в том числе и только что сделанные AMD-35 (часть их даже без стандартной башни с рубкой [безбашенных в июне 1940 года выпустили сорок]).
Новые три лёгкие механизированные дивизии (1-я DLM, 2-я DLM и 3-я DLM), находившиеся под управлением кавалерийского корпуса, формировали к западу от Парижа. Планировали также преобразовать в лёгкие механизированные дивизии пять лёгких кавалерийских дивизий (DLC). Но успели сформировать только две — 4-ю DLM и 7-ю DLM. Бронеавтомобилей на 10 июня 1940 года во вновь сформированных DLM такое количество:
- 1-я DLM — 5 AMD-35;
- 2-я DLM — 2 эскадрона AMD-35 (примерно не более 20 бронеавтомобилей);
- 3-я DLM — 2 эскадрона AMD-35 (примерно не более 20 бронеавтомобилей);
- 4-я DLM сформирована восточнее Парижа из остатков 1 DLC, 17 GRCA, 2 GRDI — 1 полк бронеавтомобилей (12 AMD-35);
- 7-я DLM сформирована из остатков 4DLC 5 июня. Придана 2-й армии — два эскадрона броневиков и мотоциклистов (10 AMD-35).

Эти лёгкие механизированные дивизии сражались до 25 июня — до дня капитуляции Франции. Они в основном прикрывали отступление пехотных частей на юг Франции.

### У немцев

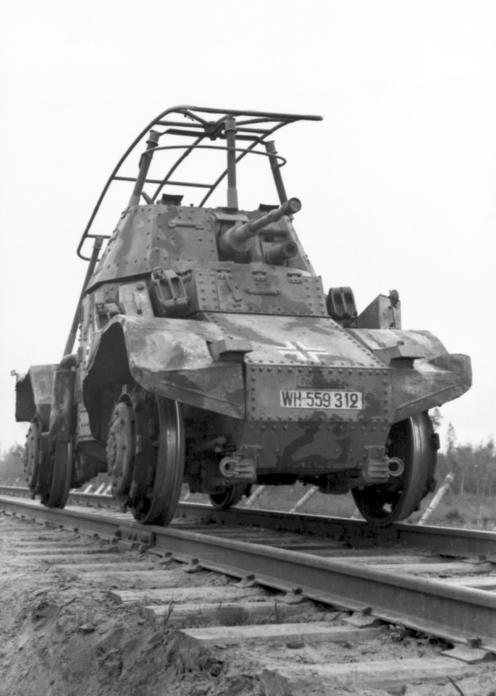
Pz.Spah.204(f)-бронедр., 1.1942, Восточный фронт

Большинство броневиков «Панар» AMD-35 досталось немцам исправными и применены ими на фронтах Второй мировой войны под названием Pz.Spah.204(f) (Panzerspähwagen P204(f) — бронированная разведывательная машина 204 (французская)).
218 AMD-35 введены Германией в строй и они одни из наиболее активно использовавшихся немцами во фронтовых частях трофейных бронемашин, 43 модифицировали в бронедрезины, на них установили немецкую радиостанцию и антенну рамочного типа. 22 июня 1941 года 123 Pz.Spah.204(f) находились на востоке против СССР. В разведывательных батальонах 7-й и 20-й танковых дивизий вермахта состояло, соответственно, 64 и 54 машины. Кроме них, 5 машин числились в 3-й танковой дивизии и соединениях СС "LSSAH" и "Das Reich". Так же в составе бронепоездов находились 33 бронедрезины. Для восполнения потерь было получено еще 34 штуки. За 1941 год из 190 задействованных, было потеряно безвозвратно от 107 до 109 машин. К июню 1943 года в вермахте ещё имелось 30 «Панаров» на Восточном фронте и 33 на Западе. Часть машин находилась в полицейских частях. С ноября 1942 до 1944 года около 34-х Панаров 178 без башен, захваченных после оккупации Южной Франции в ноябре 1942 года, перевооружили 50-мм пушкой KwK 38 с длиной ствола 42 калибра, установленной за щитом.

### В СССР
Как минимум 2 единицы, из числа введённых в строй Германией, были захвачены СССР, один в апреле 1942 года отремонтирован на ремонтной базе № 82 в Москве и предполагался к передаче в войска.

### У французов в 1941—1945 годах
Помимо этого, в 1941—1945 годах AMD 35 применяли части вишистов и «Свободной Франции», а также использовали войска во французских колониях. После капитуляции Франции у режима Виши в Армии (Army of Armistice) осталось 64 Панар 178 (ещё 45 безбашенных броневиков спрятали). По требованию немцев у броневиков демонтировали 25-мм пушки, вместо них поставили пулемёты Reibel. В ноябре 1942 года (после оккупация вишистской части Франции) все броневики захватили немцы.

### У итальянцев
Два Панар 178 захвачены итальянцами при вторжении в юго-восточную Францию в ноябре 1942 года. Их использовали в 224-й пехотной дивизии, находившейся в береговой обороне до сентября 1943 года.

### У французов в 1945—1955 годах

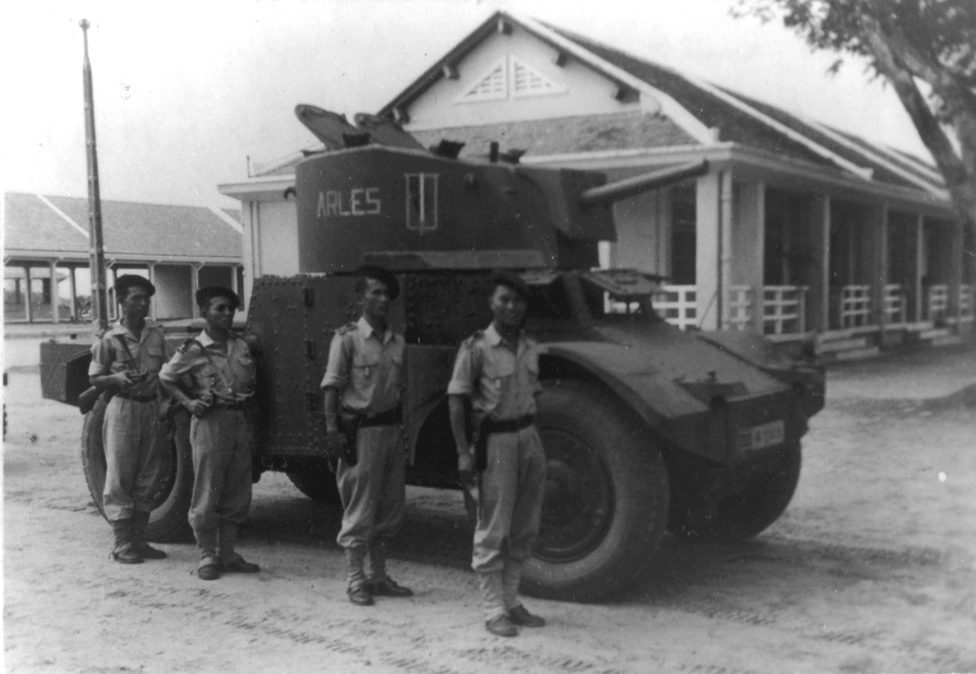
Панар 178Б во Вьетнаме. 1952

Выпуск Панар 178 возобновлен в начале 1945 года. Из-за того что 25-мм пушка к тому времени устарела, на бронеавтомобиль поствили другую башню FL-1 с 47-мм пушкой SA 35 и пулемётом. Такую модификацию разрабатывали ещё с июня 1940 года, но из-за поражения Франции проектирование прекратили. Такой броневик обозначен «Панар» 178Б. Всего сделали 414 Панар 178Б. Бронеавтомобили сначала использовали во Франции, а потом отправили в колониальные владения. В 1950 году более 50 «Панар» 178Б отправили во Вьетнам. В Индокитае их в основном использовали в охранении автомобильных колонн. Эксплуатировали их до 1955 года. Сохранившиеся бронеавтомобили по наследству достались Вооружённым силам Республики Вьетнам. В 1960 году эти броневики использовал 15-й броневой эскадрон морской пехоты для подавления волнений в колонии Джибути. Также местами их активного применения стали Алжир, Сирия, Марокко и Мадагаскар.
После окончания войны уцелевшие бронеавтомобили этого типа в 1950-х годах сменены во французской Армии более современным E.B.R.75.

## Оценка машины
Панар 178 может считаться одним из лучших средних бронеавтомобилей начала Второй мировой войны по бронированию, вооружению, маневренности и проходимости. По толщине лобовой и бортовой брони корпуса и башни он превосходил наиболее массовые тяжёлые бронеавтомобили Германии Sd.Kfz.231 (8-Rad), средние СССР БА-10 и средние британские «Даймлер» и «Хамбер», оставаясь практически на одном уровне по бортовому бронированию башни с «Даймлер» и по лобовому бронированию с Sd.Kfz.231 (8-Rad) (См. таблицу ниже). По бронепробиваемости 25-мм пушка SA 35 превосходила 20-мм пушки KwK.30 и KwK.38, установленные на немецких бронеавтомобилях и лёгких танках Pz. Kpfw. II (35mm/30° с 100 м, 30mm/30° c 500 и 20mm/30° с 1000 м против 20 мм/30°, 14 мм/30° и 9 мм/30° бронебойным снарядом Panzergranate 39), но пушка SA 35 не имела осколочного снаряда, как и её «прародительница» 25-мм противотанковая пушка SA-L, поэтому для борьбы с небронированными целями (пехота, автомашины и так далее) мог быть эффективен только пулемёт. Таким образом AND-35 в 1940 году превосходил немецкие бронеавтомобили и немецкие лёгкие танки Pz. Kpfw. I и Pz. Kpfw. II по бронированию и вооружению, оставаясь недосягаемым для их огня на дальностях более 100 м (а для Pz. Kpfw. I досягаем только при стрельбе в борта бронебойными пулями S.m.K.H с сердечником из вольфрама примерно с 80 м и ближе под углами менее 30° от нормали). В 1941—1942 годах в СССР пушка SA 35 на реальных дистанциях могла бороться с советскими бронеавтомобилями с бронёй до 10 мм и лёгкими танками Т-26 и БТ с бронёй 13—22 мм, но бронирование AMD-35—Pz.Spah.204(f) уже не могло на реальных дистанциях противостоять огню 45-мм пушек советских средних бронеавтомобилей и танков и противотанковых пушек — их бронепробиваемость 28—40 мм под углом до 30° к нормали на 1000 м, вероятно этим обусловлены большие потери Pz.Spah.204(f) в 1941—1942 годах.

### Сравнение с аналогами
| Сравнение характеристик массовых бронеавтомобилей выпуска 1937—1943 годов |                                                  |                                                 |                                                  |                                                 |                                                 |                                                 |                                                  |
|                                                                           | Панар 178                                        | Sd.Kfz.231 (6-Rad)                              | Sd.Kfz.231 (8-Rad)                               | БА-10                                           | «Даймлер» Mk.I                                  | «Хамбер» Mk.IV                                  | M8                                               |
| Общие данные                                                              |                                                  |                                                 |                                                  |                                                 |                                                 |                                                 |                                                  |
| Экипаж                                                                    | 4                                                | 4                                               | 4                                                | 4                                               | 3                                               | 3                                               | 4                                                |
| Боевая масса, т                                                           | 8,5                                              | 6                                               | 8,30                                             | 5,1                                             | 7,62                                            | 6,85                                            | 7,89                                             |
| Длина, м                                                                  | 4,79                                             | 5,57                                            | 5,85                                             | 4,45                                            | 3,97                                            | 4,58                                            | 5,003                                            |
| Ширина, м                                                                 | 2,01                                             | 1,82                                            | 2,20                                             | 2,1                                             | 2,44                                            | 2,19                                            | 2,54                                             |
| Высота, м                                                                 | 2,31                                             | 2,25                                            | 2,35                                             | 2,47                                            | 2,24                                            | 2,39                                            | 2,24                                             |
| Вооружение                                                                |                                                  |                                                 |                                                  |                                                 |                                                 |                                                 |                                                  |
| Марка пушки                                                               | 25-мм SA 35                                      | 20-мм 2 cm KwK 30                               | 20-мм KwK.30 или KwK.38                          | 45-мм 20-К                                      | 40-мм QF 2 pounder Mk.IX                        | 37-мм M6                                        | 37-мм M6                                         |
| Боекомплект пушки                                                         | 150                                              | 200                                             | 180                                              | 49                                              | 52                                              | 50                                              | 80                                               |
| Пулемёты                                                                  | 1 × 7,5-мм Reibel                                | 1 × 7,92-мм MG-34                               | 1 × 7,92-мм MG-34                                | 2 × 7,62-мм пулемёта ДТ                         | 7,92-мм BESA и 7,7-мм «Брен»                    | 7,92-мм BESA и 7,7-мм «Брен»                    | 12,7-мм M2 HB и 7,62-мм M1919A4                  |
| Бронирование, мм                                                          |                                                  |                                                 |                                                  |                                                 |                                                 |                                                 |                                                  |
| Лоб корпуса                                                               | 20                                               | 8                                               | 17—22                                            | 10                                              | 14                                              | 14                                              | 18—27                                            |
| Лоб башни                                                                 | 26                                               | 8                                               | 16                                               | 10                                              | 16                                              | 14                                              | 18—25                                            |
| Борт корпуса                                                              | 15-20                                            | 8                                               | 10                                               | 10                                              | 14                                              | 14                                              | 10                                               |
| Борт башни                                                                | 15                                               | 8                                               | 9                                                | 10                                              | 16                                              | 14                                              | 20                                               |
| Подвижность                                                               |                                                  |                                                 |                                                  |                                                 |                                                 |                                                 |                                                  |
| Тип двигателя                                                             | карбюраторный, жидкостного охлаждения, 105 л. с. | карбюраторный, жидкостного охлаждения, 70 л. с. | карбюраторный, жидкостного охлаждения, 150 л. с. | карбюраторный, жидкостного охлаждения, 50 л. с. | карбюраторный, жидкостного охлаждения, 95 л. с. | карбюраторный, жидкостного охлаждения, 90 л. с. | карбюраторный, жидкостного охлаждения, 110 л. с. |
| Удельная мощность, л. с./т                                                | 12,3                                             | 11,7                                            | 18,1                                             | 9,8                                             | 12,5                                            | 13,1                                            | 13,9                                             |
| Колёсная формула                                                          | 4 × 4                                            | 6 × 4                                           | 8 × 8                                            | 6 × 4                                           | 4 × 4                                           | 4 × 4                                           | 6 × 6                                            |
| Тип подвески                                                              | независимая, на листовых рессорах                | зависимая, на листовых рессорах                 | полунезависимая, на листовых рессорах            | зависимая, на листовых рессорах                 | независимая, на вертикальных пружинах           | на листовых рессорах                            | зависимая, на листовых рессорах                  |
| Максимальная скорость по шоссе                                            | 73                                               | 62                                              | 85                                               | 68                                              | 80                                              | 72                                              | 88                                               |
| Запас хода по шоссе                                                       | 350                                              | 250                                             | 300                                              | 298                                             | 330                                             | 400                                             | 560                                              |

## Сохранившиеся экземпляры в музеях
До наших дней сохранились два Panhard 178: один в бронетанковом музее в Сомюре во Франции (собран из нескольких машин, находившихся в Новой Каледонии, см. фото в информационной карточке в самом начале статьи); второй в бронетанковом музее в Кубинке в Российской Федерации — трофейный Pz.Spah.204(f).

## Комментарии
1. ↑  К началу Второй мировой войны общепринятой классификации бронеавтомобилей среди стран не существовал. По советской классификации средние бронеавтомобили массой от 5 до 10 тонн, тяжёлые — более 10 тонн.
2. ↑  Производство 20-мм бронебойно-подкалиберных снарядов Panzergranate 40 в крупной серии немцы наладили только к 1941 году (cм. https://panzerworld.com/german-apcr-ammunition German APCR Ammunition [Оснащение Германии бронебойно-подкалиберными боеприпасами], да и бронепробиваемость 20-мм подкалиберных Panzergranate 40 превосходила таковую у 25-мм пушки только на дальности 100 м).
3. ↑  Указана приведённая толщина брони (то есть, толщина наклонной брони по горизонтали).